# اورت لی
اورت لی (انگلیسی: Everett Lee؛ زادهٔ ۳۱ اوت ۱۹۱۶ – ۱۲ ژانویهٔ ۲۰۲۲) موسیقی‌دان، رسانا، music scholar اهل ایالات متحده آمریکا بود.
وی همچنین برندهٔ جوایزی همچون برنامه فولبرایت شده بود.